# Balneario Pehuen-Có
Pehuen-Có es una localidad turística ubicada en el partido de Coronel Rosales, en el sur de la provincia de Buenos Aires, a 68 km de Punta Alta y a 81 km de Bahía Blanca. 
Es la última playa del litoral marítimo bonaerense antes de llegar a Bahía Blanca, ya que en sus inmediaciones se encuentra la "línea de base" que separa las aguas del mar argentino de las aguas interiores de la mencionada bahía.

## Toponimia
El nombre Pehuen-Có proviene del idioma mapuche, hablado en la zona entre mediados de los 1500s y el año 1879. 
Al no haber una palabra en el idioma araucano que represente a los "pinos", se llegó al consenso de que pehuén, nombre dado por los mapuches a la "araucaria” (Araucaria araucana), sea utilizado junto a "có", cuyo significado en ese idioma es agua, mar. 
Por ende, unidas ambas palabras al español, el nombre de la localidad sería "pinos y agua". 
Los pinos en este caso representaría a la forestación presente en toda la villa balnearia, al bosque encantado y el mar a las extensas playas que bordean la localidad.

## Historia
La fundación oficial de la villa se fijó el día 16 de diciembre de 1948. Don Avelino González Martínez fue el pionero de Pehuen Có y, más tarde, los hijos del fundador María Esther Moro González Martínez, Horacio V. González Martínez y Avelino C. González Martínez fueron quienes continuaron con el desarrollo de la localidad cumpliendo los deseos de su padre. Cabe señalar que estas tierras fueron recorridas por primera vez por el naturalista inglés Charles Darwin, en busca de restos fósiles y nuevos especímenes de flora y fauna, hacia 1832.
Las tierras del actual Pehuen Có antiguamente habitadas por los tehuelches araucanos, fueron fiscales hasta el año 1882, cuando en remate público las adquirió José María Bustos, para luego vendérselas a los hermanos Avelino y Modesto González Martínez. Esta familia, desde la estancia El Palomar, asentada cerca del río Sauce Grande y separado por unos 8 km de Pehuen Có, partía todos los veranos en carruaje hacia lo que llamaban simplemente la costa o la playa. 
A fines de los años 30 se afianzó la idea de crear una villa balnearia, inspirándose en un paraje de la costa atlántica francesa llamado Las Landas. A partir de allí la fijación de los médanos se encaró sistemáticamente. Los primeros trabajos que se hicieron en el lugar consistieron en cubrir los médanos con lienzos de lana, sujetándolos con estacas de tamariscos. Además al pie de los médanos, sobre la playa, se construyeron quinchos de olivillo para evitar el avance de las arenas. 
A esto se le sucedió la forestación con pinos y eucaliptus, plantados a la vera de las nuevas avenidas San Martín y Rosales, trazadas sobre la arena en forma perpendicular al mar, a las que años después se le sumaría la avenida Ameghino, amojonada por el estudio del Ing. Arango. 
Hacia la década del ’40, las tareas fundacionales del balneario se vigorizaron con tres anteproyectos de conocidos paisajistas: los arquitectos Martínez y Villeminot y el ingeniero Benito Carrasco, resultando elegido el trabajo de este último. Se realizó un relevamiento previo del arbolado existente y un estudio para comenzar definitivamente el plan de urbanización. 
Con todos los adelantos logrados, se decidió dar nombre a la villa. Para ello, se utilizó el idioma araucano en reconocimiento a los antiguos habitantes del lugar y a través de una votación familiar se eligió "Pehuén", que significa araucaria y "Co", agua. 
En 1948, con los planos entregados y el nombre propuesto, la provincia aprobó su creación. Inmediatamente ingenieros y agrimensores comenzaron a delimitar los primeros lotes y en febrero del año siguiente se firmaba el primer boleto de compra-venta, a nombre del Dr. Nicolás Murzio, al que le seguirían los Baioco, Calvo, Ballesteros, Antinori, De Toro, Durand, entre otros. A todos ellos se les ofrecieron ciertos privilegios, como premios en dinero efectivo o materiales de construcción, con el objetivo de impulsar una rápida edificación de viviendas. 
Al fallecer Don Avelino en 1952, su esposa María Esther Larraghey y sus hijos donaron terrenos para diversos usos al Ministerio de Asuntos Agrarios de la provincia de Buenos Aires, la Municipalidad de Coronel Rosales y la Universidad del Sur. A buen ritmo prosiguió la construcción de viviendas particulares tipo residencial, destacándose la llamada Casa Barco. En 1957 se inauguró el Cumelcan Hotel y posteriormente la arquitecta Beatriz Marsillán diseñó la capilla de la Sagrada Familia. Con los años, y con la inauguración del camino pavimentado en 2009, el crecimiento y el progreso de la villa se hicieron cada vez más notables pero sin dejar de lado las premisas fundamentales del bosque junto al mar.

## Geografía

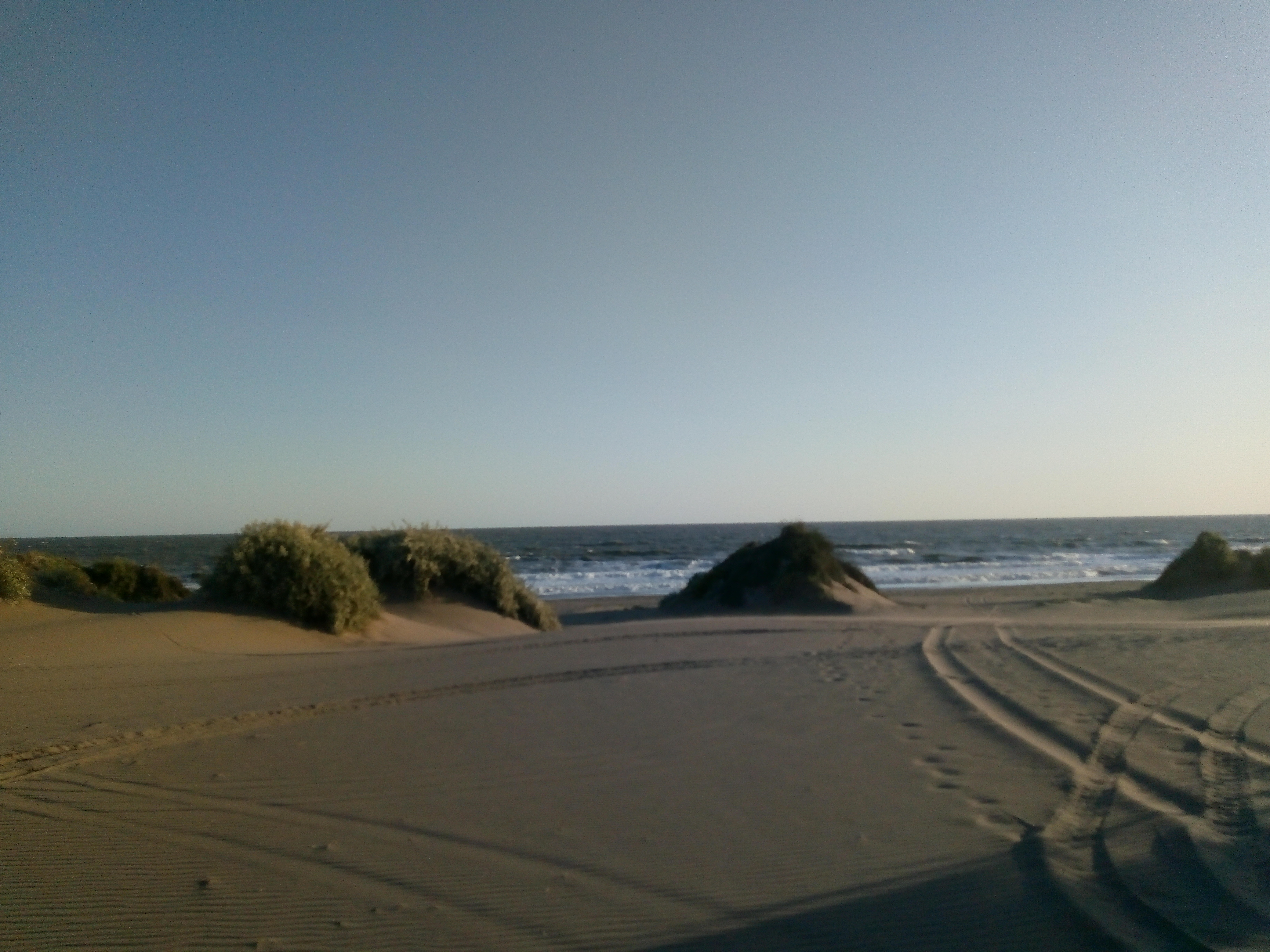
Vista del mar desde un médano, Pehuen Có

Pehuen Có se encuentra emplazado a unos 15 m sobre el nivel del mar. 
A lo largo de este sector se extiende una zona de playa arenosa sobre una plataforma arcillosa, la cual posee huellas fósiles que datan del Pleistoceno.
Hacia el continente, se encuentra un campo de dunas en el que alternan activas y vegetadas o fijas, y pequeñas lagunas estacionales en los bajos interdunales.
Estos médanos alcanzan alturas máximas de 30 metros y sobre ellos se desarrollan acuíferos que retienen el agua dulce. 
La costa es baja y la playa posee una extensión aproximada de 10 km de largo y 143 m de ancho, en cuya parte alta se halla un grupo de dunas bajas y en la parte inferior, se constituye un yacimiento fosilífero.

### Ubicación

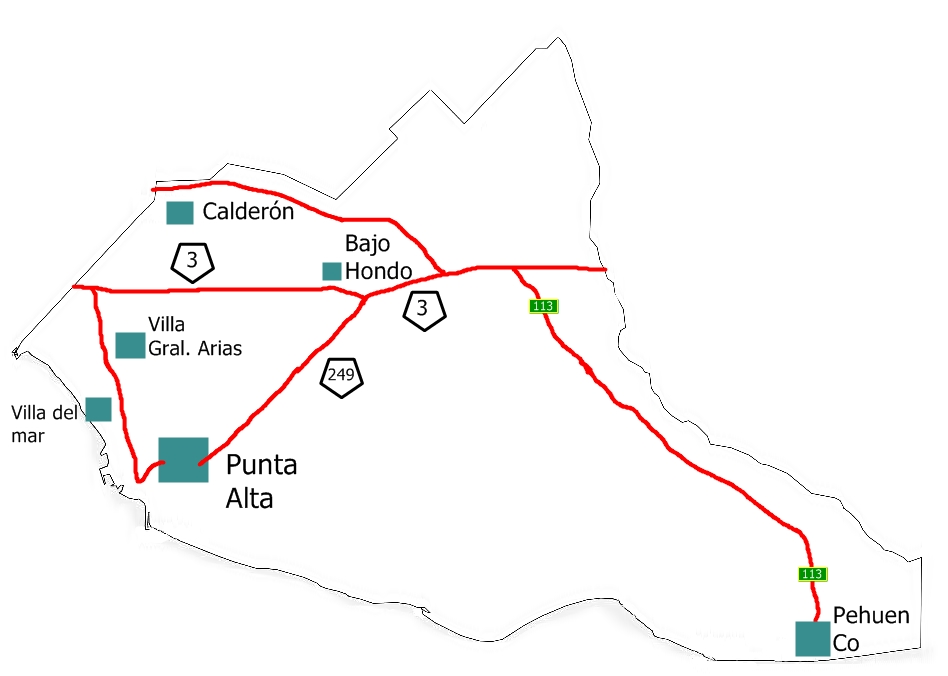
Mapa del Partido de Coronel Rosales

Pehuen Có se localiza en el sudoeste de la provincia de Buenos Aires y pertenece al Partido de Coronel de Marina Leonardo Rosales, a 68 km de Punta Alta y a 81 km de Bahía Blanca.  
El acceso al balneario se ve facilitado a través de la ruta Nacional N.º 3, empalmando a la altura del kilómetro 640 con la ruta provincial 113/2.

### Clima
El clima de Pehuen Có, debido a su posición zonal (39° Latitud Sur) se puede considerar como templado de transición, con una temperatura media anual de 15,6.º (de acuerda a la estación del Servicio Meteorológico Nacional más cercana, ubicada en Bahía Blanca).
Los vientos son moderados, registrándose las mayores frecuencias desde la dirección N-NO con una velocidad media que varía entre los 9 y los 13 km/h. 
Las lluvias anuales son de aproximadamente 600 mm (se concentran en primavera – verano y decrecen en otoño, haciéndose mínimas en invierno) y posee una humedad relativa media del 68%.

## Población
Cuenta con 681 habitantes (Indec, 2010), lo que representa un incremento del 1% frente a los 674 habitantes (Indec, 2001) del censo anterior.
| Gráfica de evolución demográfica de Balneario Pehuen-Có entre 1991 y 2010 |
|                                                                           |
| Fuente: Censos nacionales del INDEC                                       |

## Infraestructura y servicios

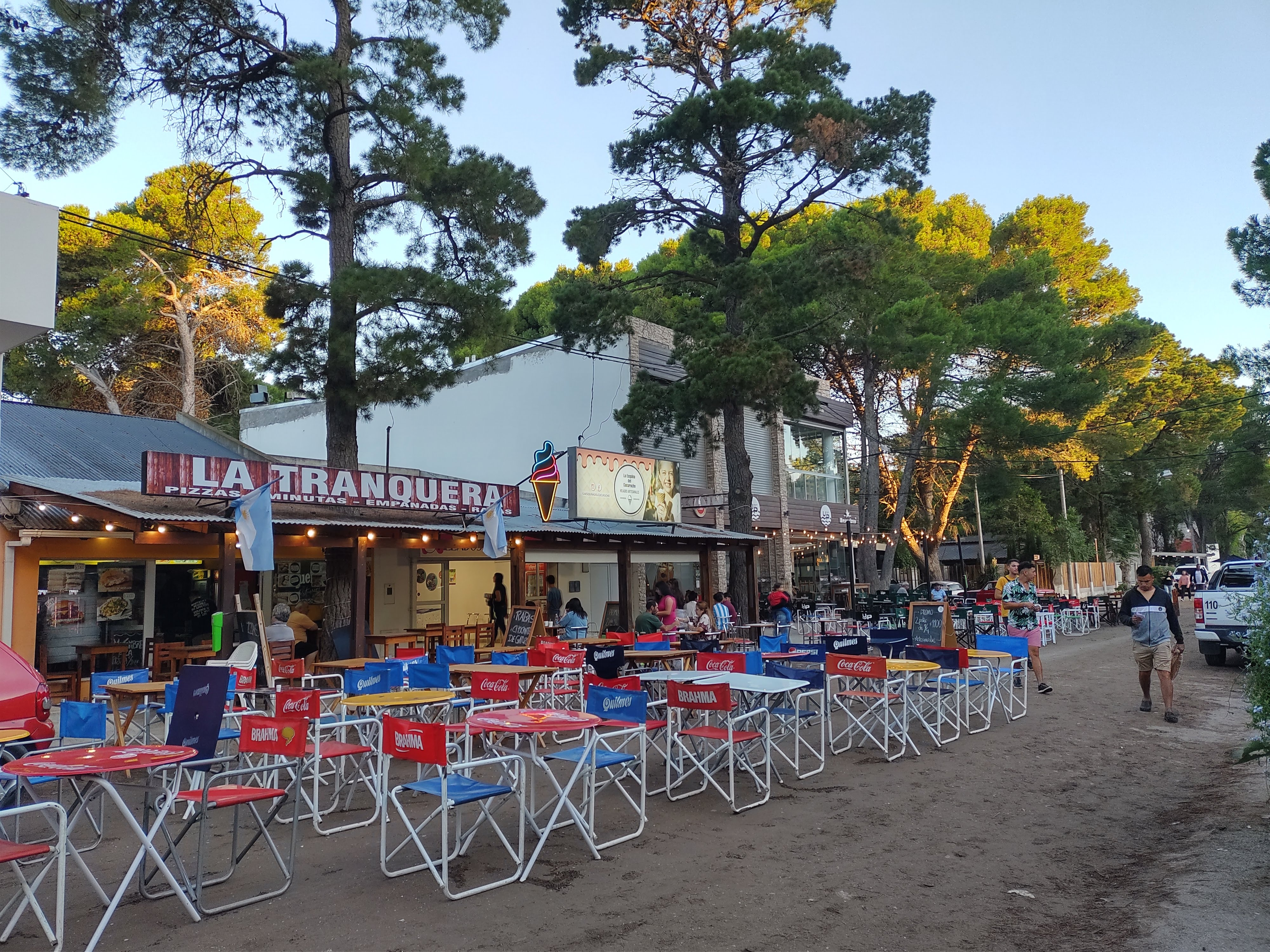
Peatonal en la calle Almirante Guillermo Brown, Pehuen-Có, Argentina.

Pehuen Có ocupa una superficie total de 500 hectáreas, presentando la parte urbana un trazado configurado por una estructura irregular de calles públicas que van conformando manzanas irregulares, todas forestadas. 
Las construcciones conforman un tejido abierto de baja densidad, con un predominio de la vivienda individual de planta baja. 
El centro cívico reúne los más importantes edificios públicos: la Delegación Municipal, la escuela N.º 18 Francisco Narciso Laprida, el Destacamento Policial, el Destacamento de Bomberos Voluntarios, una Sala Médica y la estación de ómnibus.
La zona comercial está compuesta por locales comerciales de distintos tipos; casas de comidas, kioscos, heladerías, confiterías y minimercados. Ésta a la noche, en temporada estival, se convierte en peatonal, donde se realizan eventos al aire libre como recitales, stand up, etc.
En cuanto a otro tipos de servicios, Pehuen-Có cuenta con servicios de transporte (a través de la nombrada terminal de ómnibus), de salud (mediante la sala municipal), de información (a través de la Delegación y la Sala de Interpretación Florentino Ameghino), alquiler de caballos, alquiler de cuatriciclos, estación de servicio, talleres mecánicos, etc.

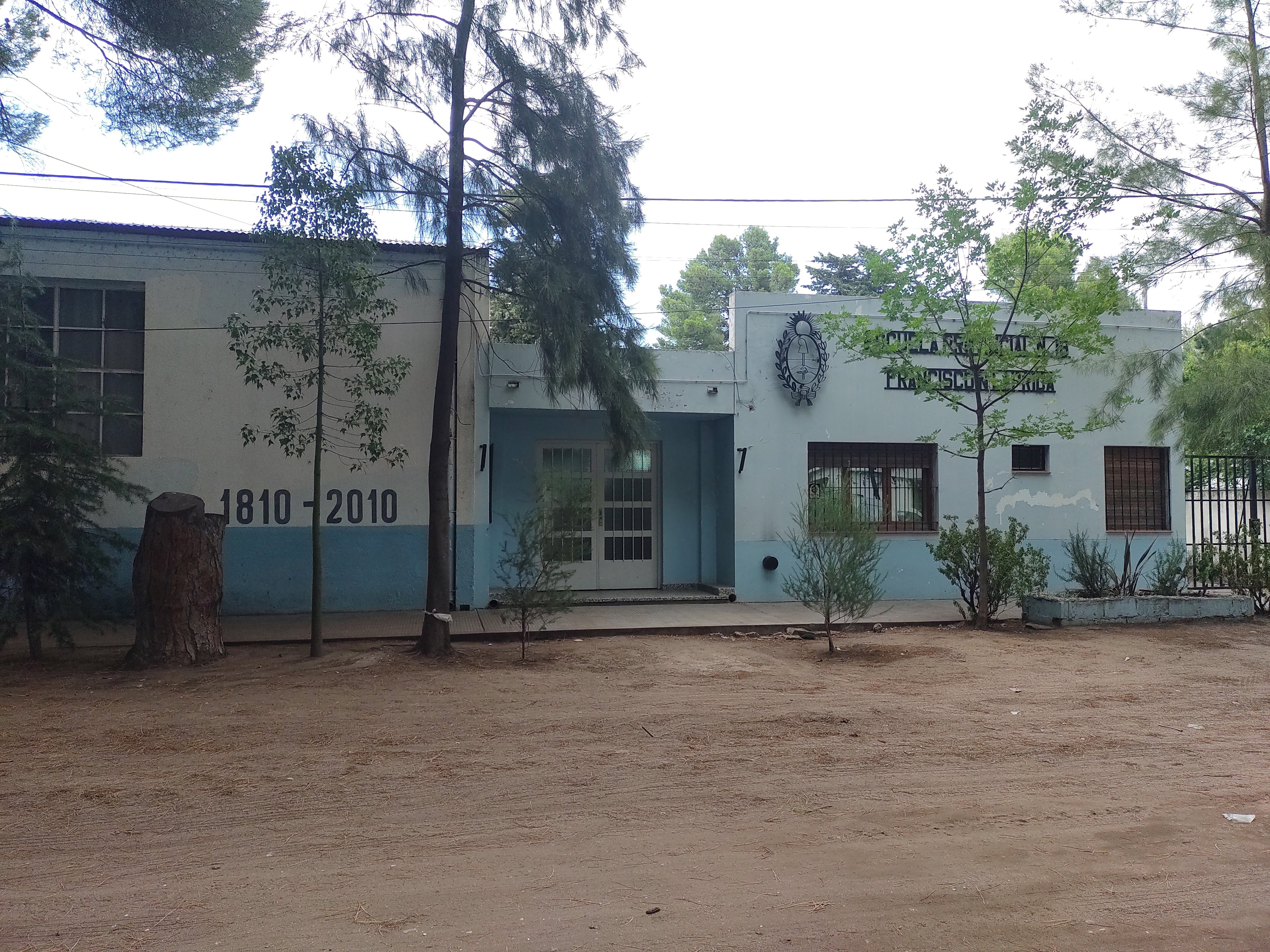
Escuela Nº 18 “Francisco Narciso Laprida”.
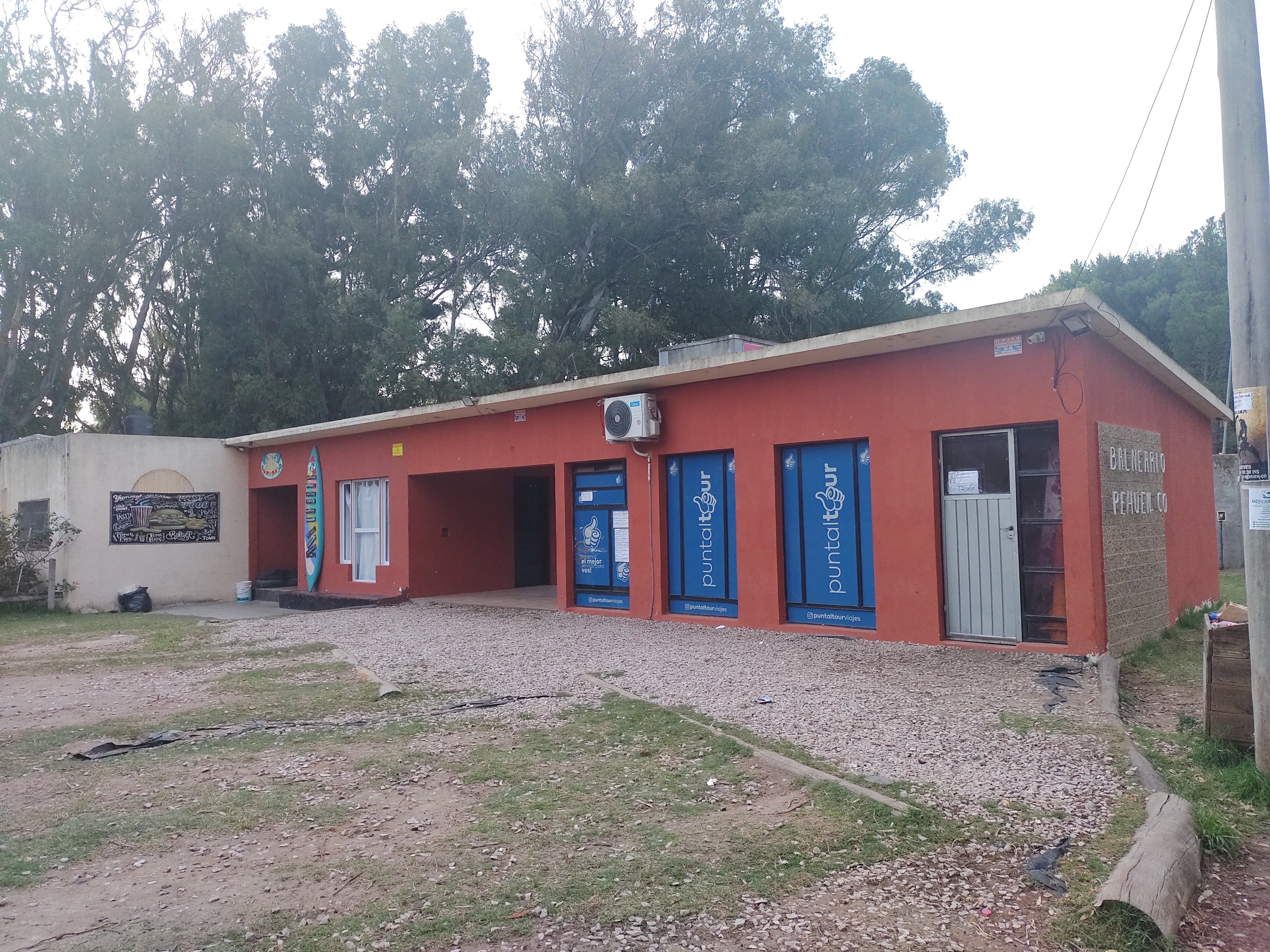
Terminal de ómnibus de Pehuen-Có.
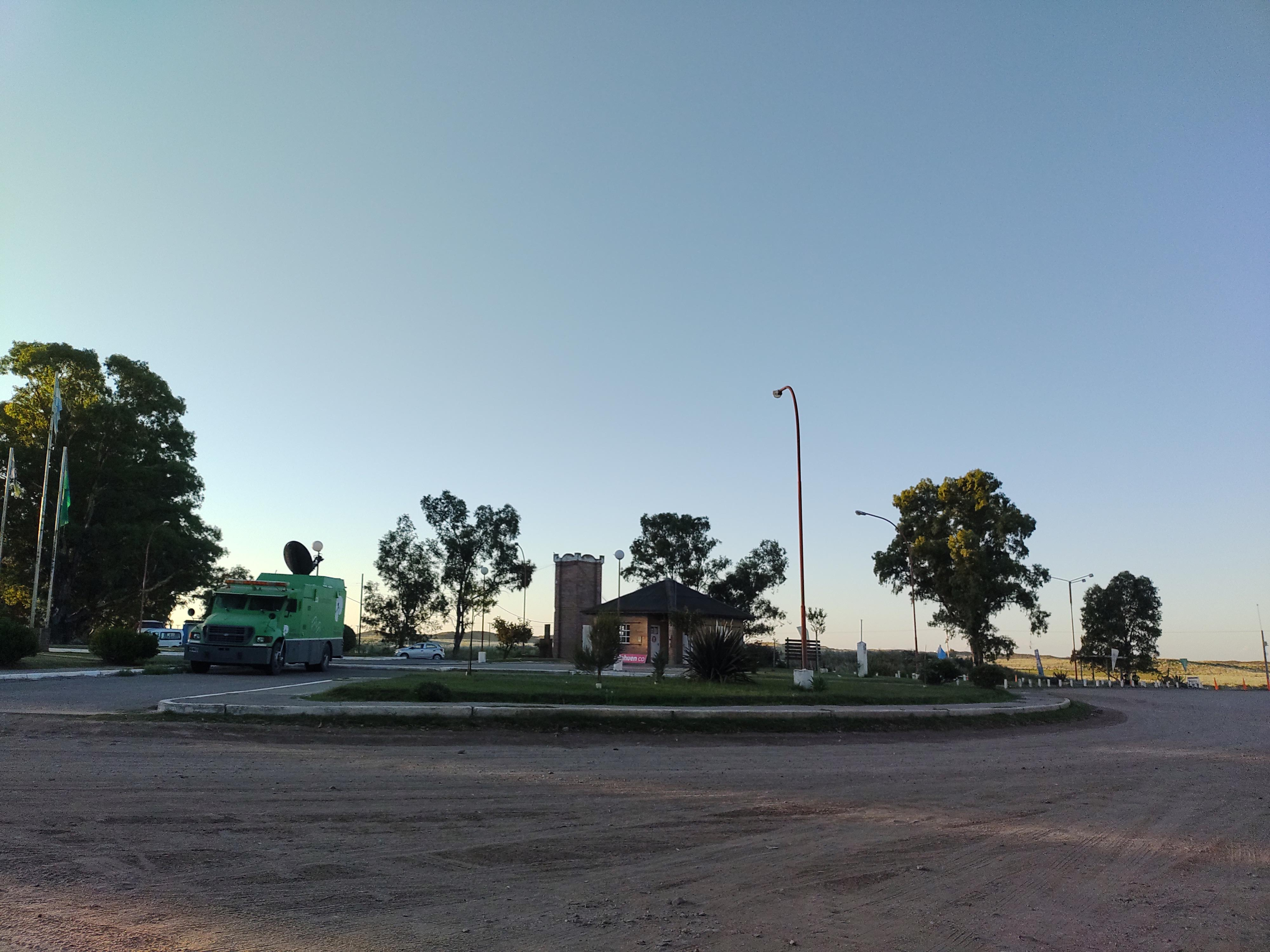
Rotonda de ingreso a Pehuen-Có.

## Turismo
El principal atractivo de la localidad son las playas, las cuales se destacan por tener una d las aguas más cálidas de toda la costa argentina, siendo solo superada por San Clemente del Tuyú. Además, la villa balnearia está forestada en su totalidad, por lo cual sus calles están acompañadas por altos árboles, como son los pinos y eucaliptus, y a unos kilómetros del centro de la villa, se encuentra el "Bosque encantado", 105 hectáreas forestadas con pinos, eucaliptos y cipreses.
Ésta, además tiene algunas construcciones peculiares, como es la "Casa Barco"  ideada por el italiano Luis Novelli, la "Casa Molino", el «barco hundido», que se encuentra encallado sobre la playa y del que se extrajeron las rocas que transportaba para construir la capilla del Balneario, entre otras.
En espacios verdes, se destaca la plaza Carrasco, la cual se trata de un parque temático con réplicas de los ejemplares prehistóricos que poblaron esta zona hace miles de años. En esta plaza, se halla réplicas de notiomastodonte, megaterio, acrauchenia, etc.
La villa se destaca también por los yacimientos paleontológicos de la zona, siendo así que cuenta con una Sala de interpretación paleontológica donde contiene abundantes muestras de los yacimientos ya dichos, maquetas representativas del paisaje de la villa de hace 12.000 años e información sobre la presencia del hombre dentro del yacimiento, como así también, a pocos kilómetros de la villa balnearia se encuentra la Reserva natural Pehuen Có-Monte Hermoso.
En cuanto infraestructura turística, la localidad cuenta con viviendas particulares en alquiler además de un hotel con capacidad para 108 personas y un residencial para 45 y más de 1200 plazas para alojamiento en campamentos.

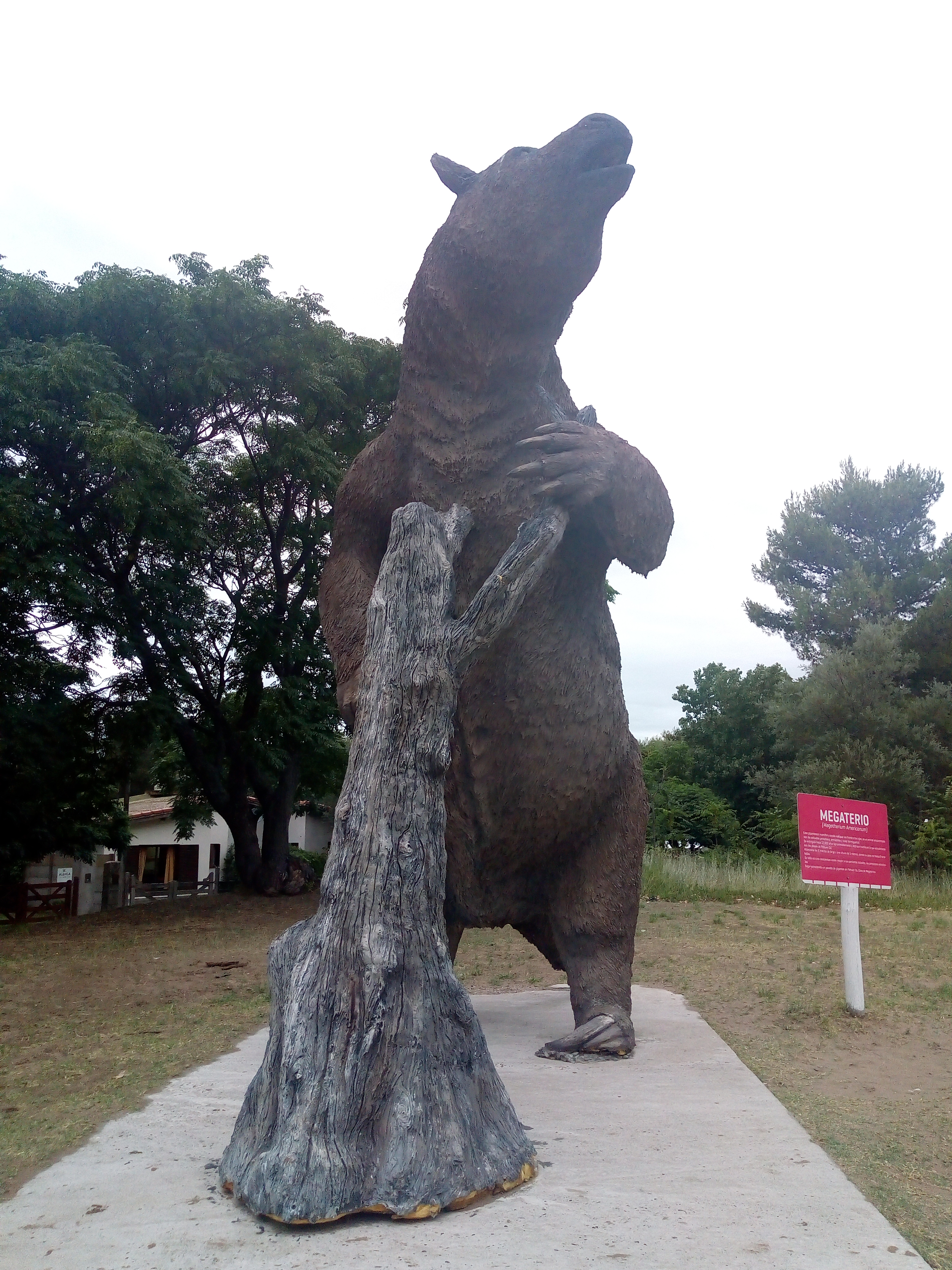
Réplica de un Megaterio en la Plaza Carrasco, Pehuen Có, Coronel Rosales.
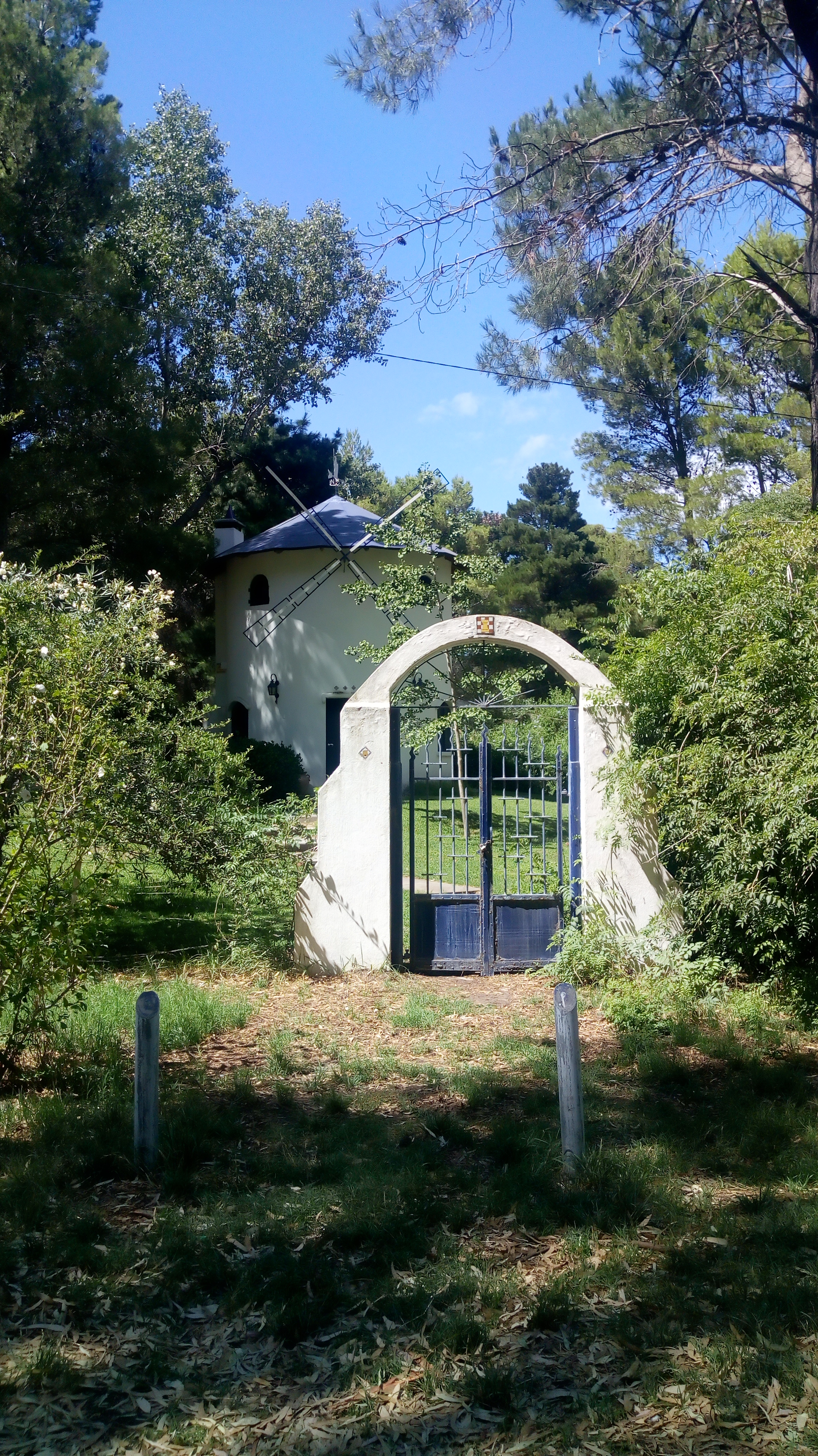
Casa Molino, Pehuen Co.
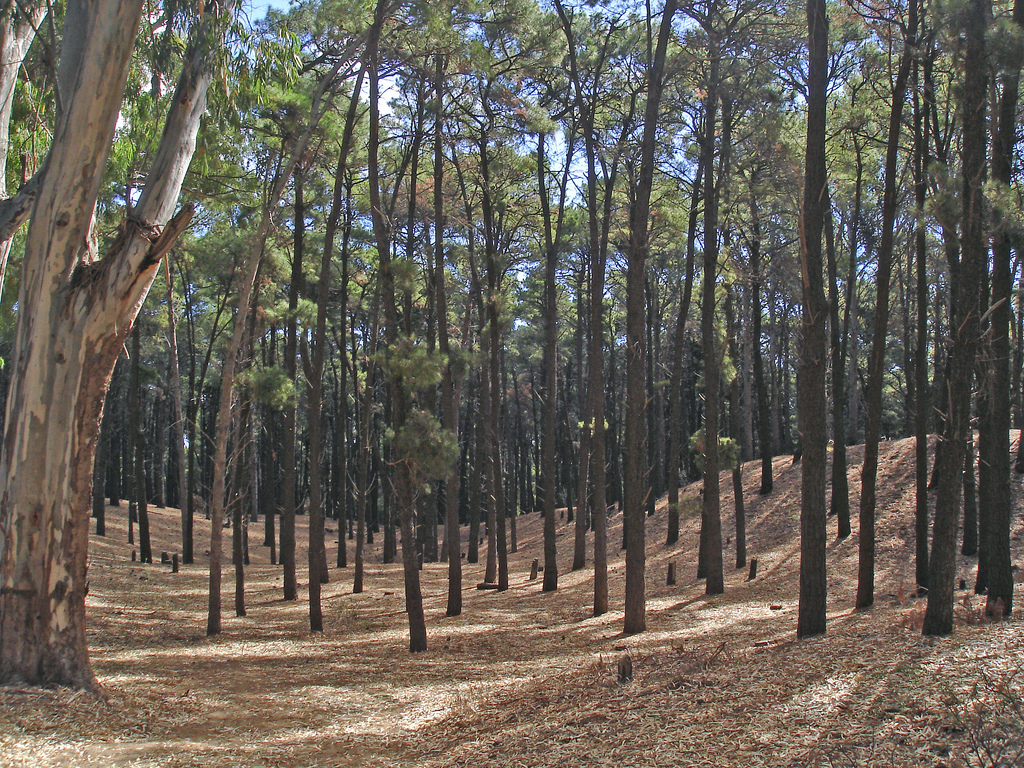
Bosque encantado de Pehuen Co.
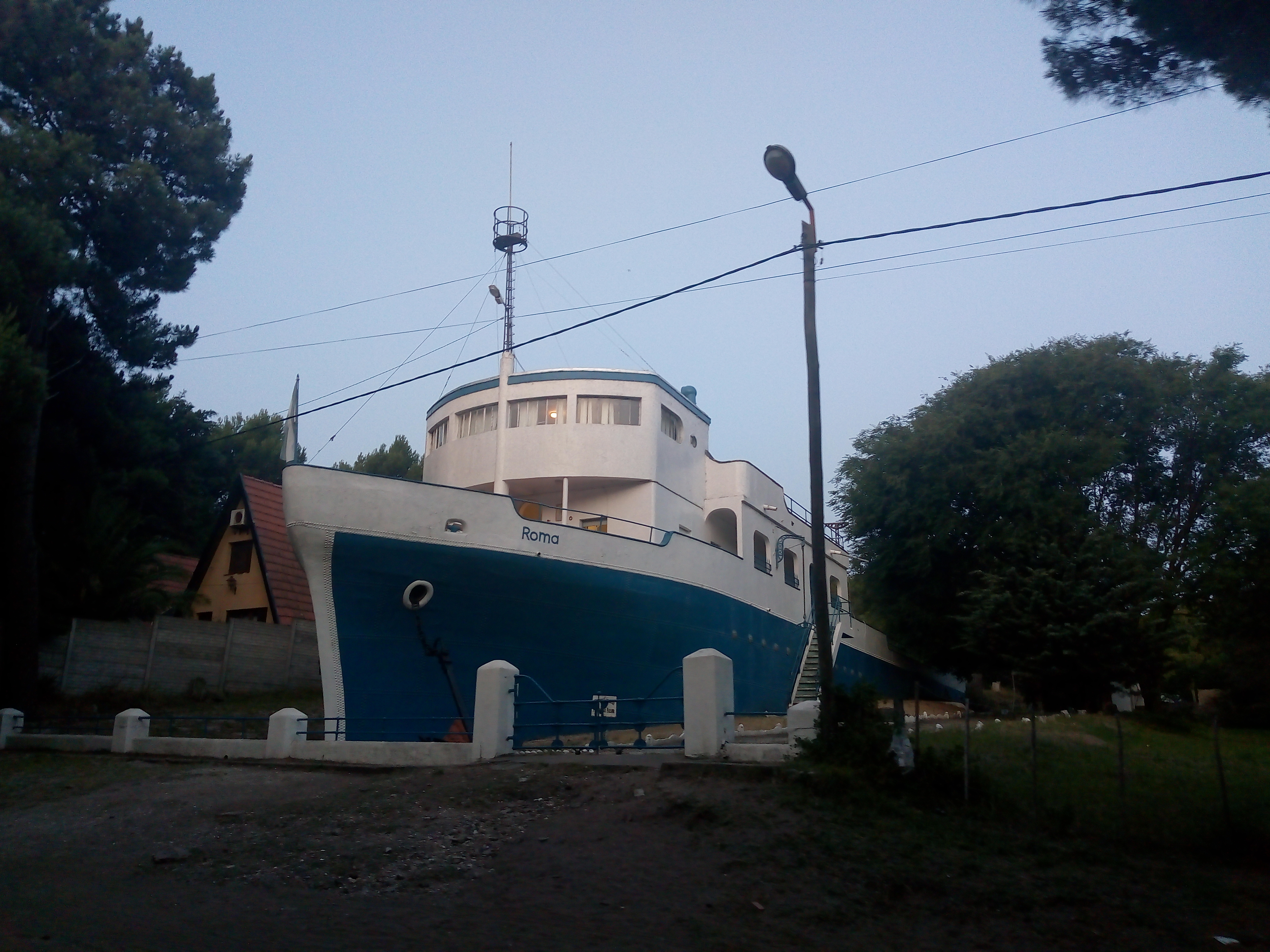
Casa Barco.

### Festival de cortometrajes "Pehuencortos"
Pehuencortos es un festival latinoamericano de cortometrajes que se lleva a cabo todos los años desde el año 2011 en la localidad.

## Parque paleontológico
En la playa cercana al Balneario y en una extensión de 3 kilómetros se encuentran valiosas icnitas (huellas fósiles) de hace unos 12.000 años (Pleistoceno) en un estrato arcilloso que corresponden a más de 25 especies de aves y mamíferos extintos entre los que se cuentan gigantescos osos, megaterios, gliptodontes, mastodontes; tales huellas suelen estar cubiertas por las arenas y datan de períodos glaciares en que el nivel del océano era unos 120 metros más bajo que en el presente y por ende la costa marítima se ubicaba más de cien kilómetros al este. En esas época el paisaje predominante era de marismas, pantanos y lagunas. el descubrimiento realizado en 1986 y el cuidado inicial de este yacimiento se debe a la geóloga Teresa Manera. 
Durante un viaje de Charles Darwin alrededor del mundo a bordo del barco "Beagle", el científico recorrió en varias ocasiones las costas de Pehuen-Có y Monte Hermoso en el transcurso de los años 1832 y 1833, y es precisamente aquí donde están situados dos de los puntos de mayor importancia paleontológica descubiertos por el naturalista.
Desde 2010 se ha propuesto que la Reserva Natural Pehuen-Có - Monte Hermoso sea declarada por la Unesco un patrimonio cultural y natural de la humanidad.

## Bandera

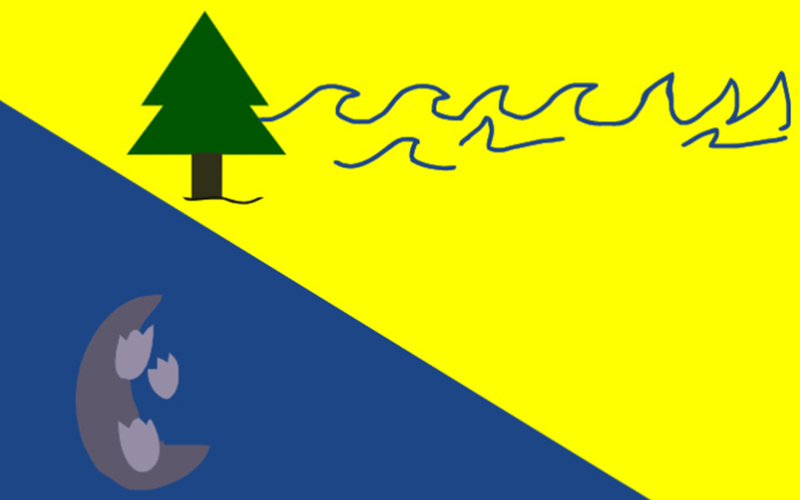
Bandera de la localidad de Pehuen-Có.

El 28 de mayo de 2012, el Concejo Deliberante de Coronel Rosales, a través de la ordenanza 3348, adoptó la bandera oficial de la localidad, resultante del concurso "Una bandera para Pehuen Có".

### Características vexilológicas
- El color amarillo representa la playa de la localidad.
- La luna que se puede ver en la localidad a cielo abierto.
- Las huellas demuestran la importancia de éstas como testimonio del pasado, las cuales son declaradas de interés paleontológico a nivel provincial y mundial.
- El pino y las olas, incluidas en el nombre de la localidad, representan la belleza natural de la villa manifestada a través de sus playas y vegetación.

## Imágenes

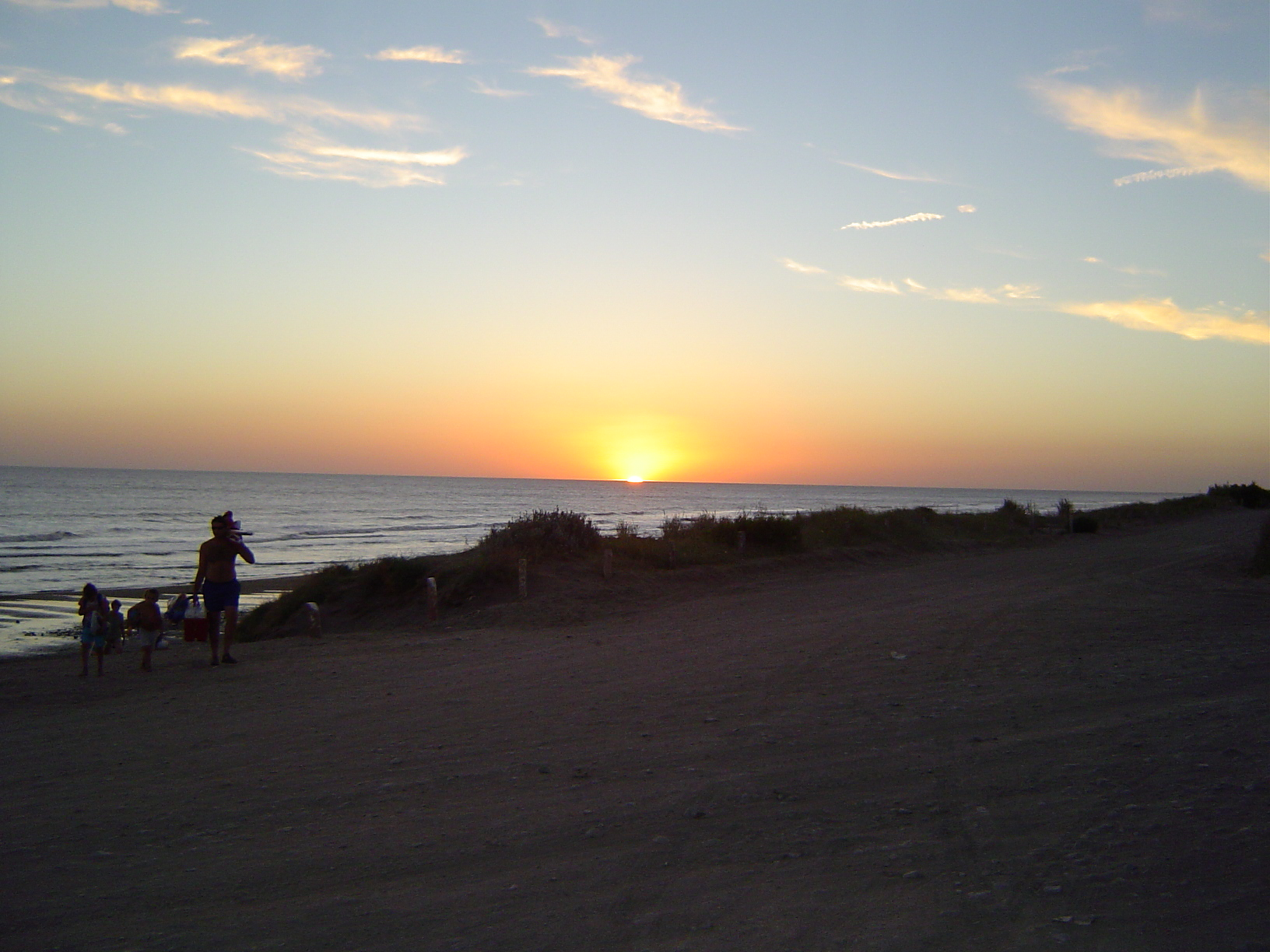
Atardecer
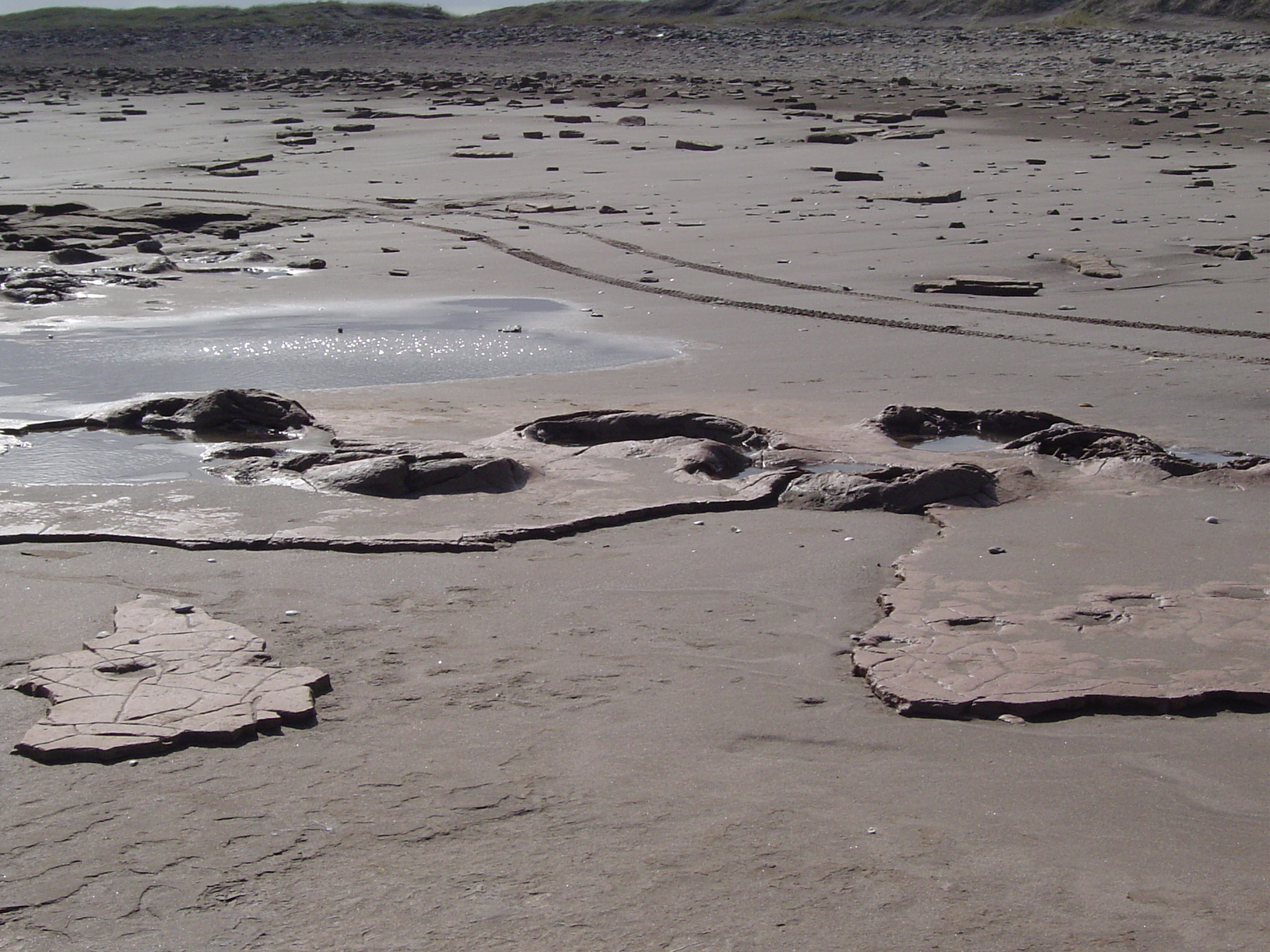
Huellas prehistóricas fósiles
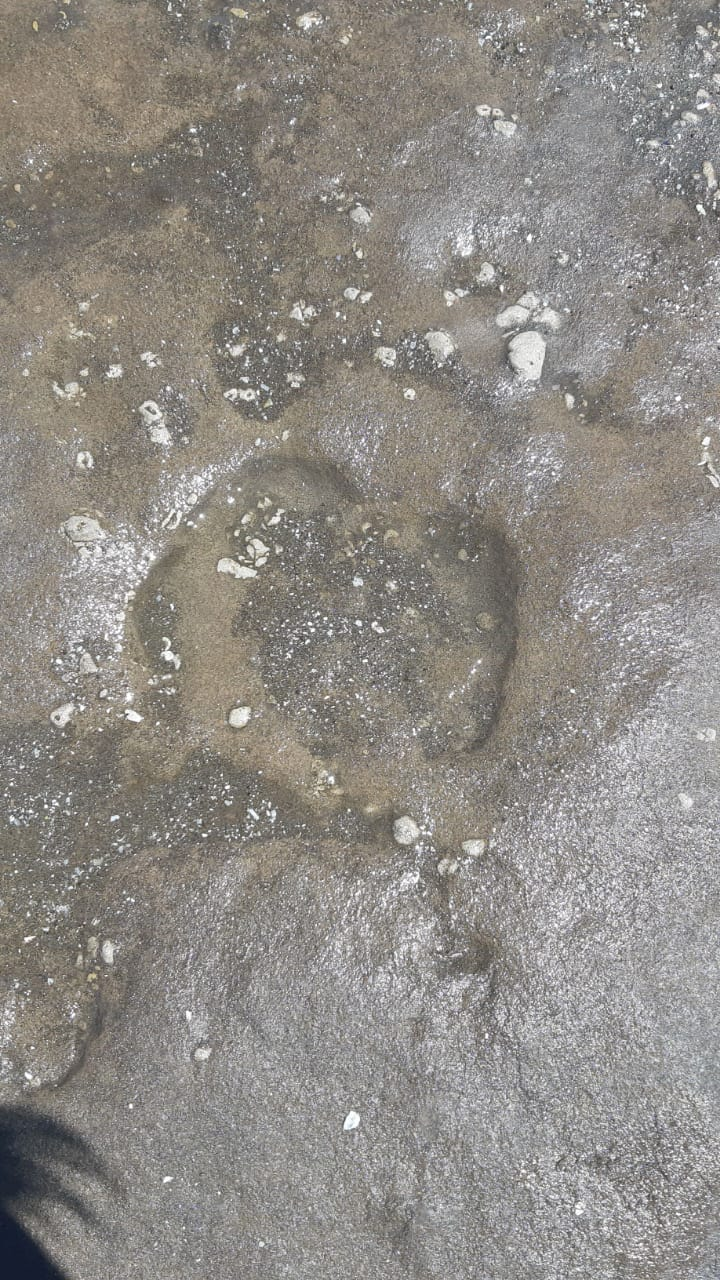
Huella fósil de macrauquenia
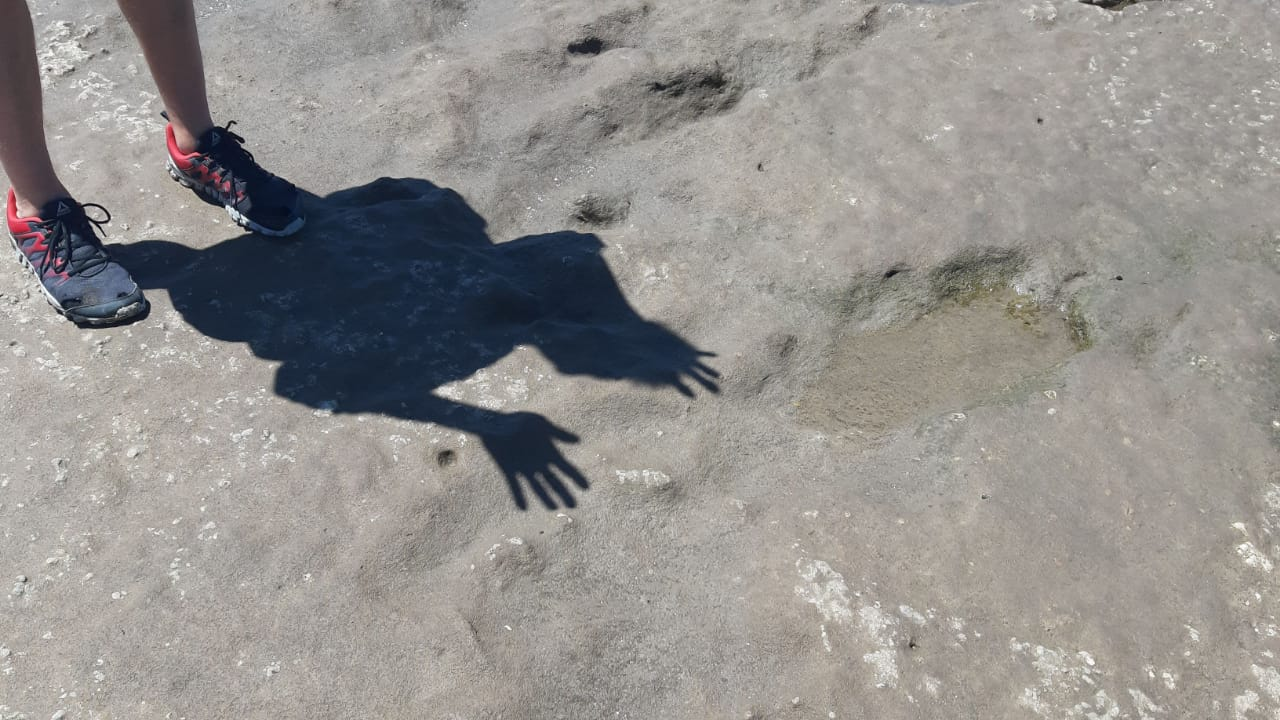
Huella fósil de megaterio
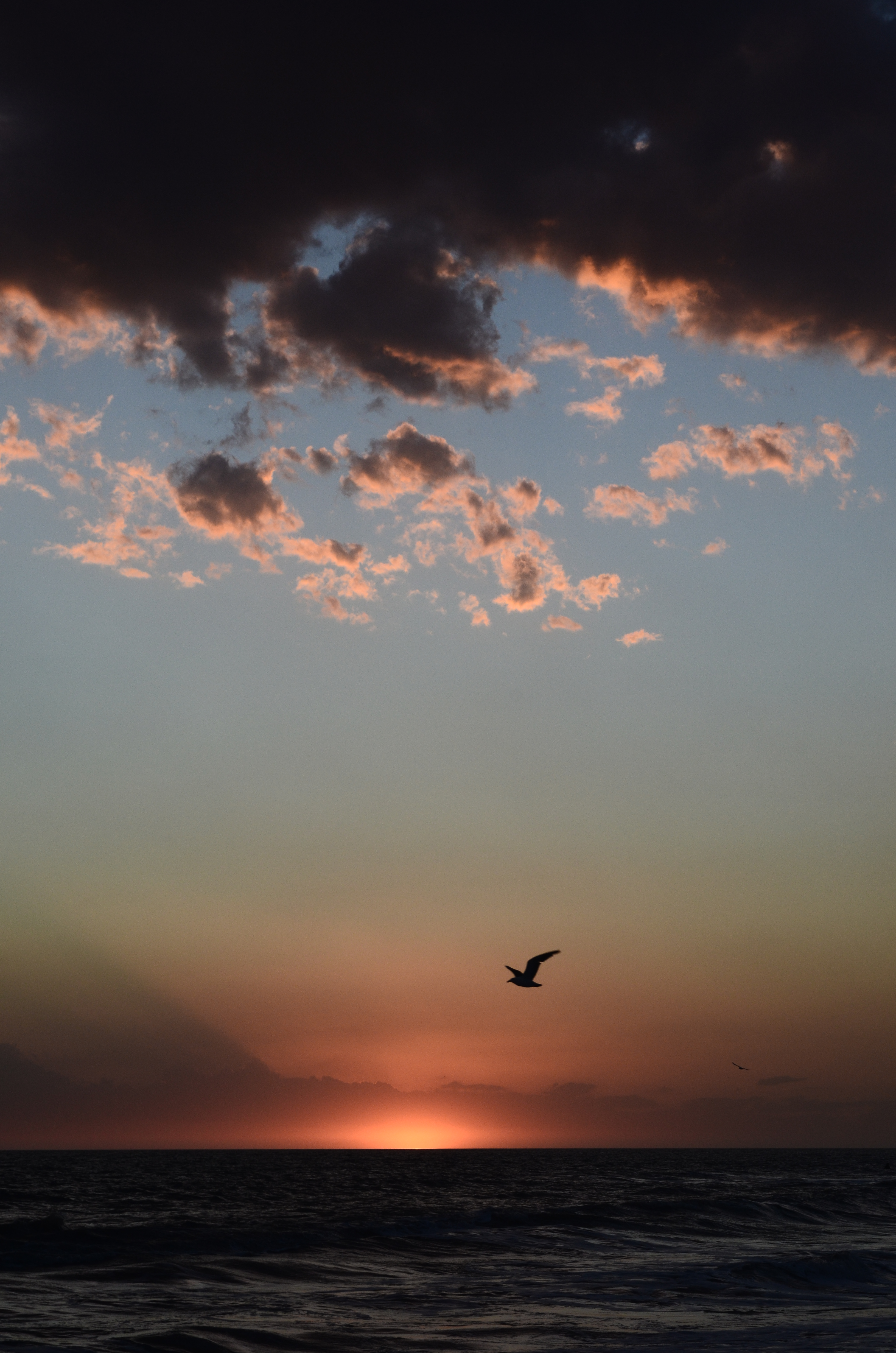
Atardecer de contraste